# Pleolophus micropterus
Pleolophus micropterus är en stekelart som först beskrevs av Johann Ludwig Christian Gravenhorst 1815.  Pleolophus micropterus ingår i släktet Pleolophus och familjen brokparasitsteklar. Arten är reproducerande i Sverige. Inga underarter finns listade i Catalogue of Life.